# 7 Armia (III Rzesza)
7 Armia (niem. 7. Armee) – jedna z niemieckich armii, uczestniczyła w inwazji na Francję a następnie w jej okupacji. 
Utworzona 25 sierpniu 1939 roku w Stuttgarcie w V Okręgu Wojskowym. Po inwazji na Francję w 1940 roku, pełniła zadania okupacyjne. Sztab stacjonował w Bordeaux. W czasie wyzwalania Francji przez aliantów, brała udział w bitwie pod Falaise, a następnie w ofensywie w Ardenach i walkach na terenie III Rzeszy. W czasie wojny podporządkowana była krótko (w 1940) Grupie Armii B i C, następnie aż do stycznia 1945 roku w składzie Grupy Armii D. Pod koniec wojny kolejno w składach Grup Armii B, G i Środek.

## Dowódcy
- gen. Friedrich Dollmann (sierpień 1939 – czerwiec 1944)
- Paul Hausser (czerwiec – sierpień 1944)
- Hans Freiherr von Funck (sierpień 1944)
- Heinrich Eberbach (sierpień 1944)
- Erich Brandenberger (sierpień 1944 – luty 1945)
- Hans Felber (luty – marzec 1945)
- Hans von Obstfelder (marzec – maj 1945)

## Skład
Skład we wrześniu 1939 (Nadrenia): 78, 212, 215 Dywizje Piechoty, 558 Dowództwo Zaopatrzeniowe, 558 Armijny Pułk Łączności
Skład w czerwcu 1940 roku:
- XXV Korpus Armijny
- XXVII Korpus Armijny
- XXXIII Korpus Armijny

Skład w lipcu 1940 roku: 
- I Korpus Armijny
- VIII Korpus Armijny
- XXXI Wyższe Dowództwo do Zadań Specjalnych oraz 680, 571 i 576 Bataliony Budowy Dróg, 551 Dowództwo Zaopatrzeniowe, 580 Urząd Poczty Polowej, 610 Lazaret Wojenny, 601 Armijny Oddział Sanitarny, 531 Armijny Pułk Łączności

Skład w czerwcu 1944 roku: 
- XXV Korpus Armijny
- LXXIV Korpus Armijny
- LXXXIV Korpus Armijny
- II Korpus Spadochronowy oraz 2 Dywizja Spadochronowa i 2 Dywizja Powietrznodesantowa